# Varvarin
Varvarin (em cirílico: Варварин) é uma vila da Sérvia localizada no município de Varvarin, pertencente ao distrito de Rasina, na região de Šumadija, Temnić. A sua população era de 2133 habitantes segundo o censo de 2011.

## Demografia
| 1948 | 1953 | 1961 | 1971 | 1981 | 1991 | 2002 | 2011 |
| ---- | ---- | ---- | ---- | ---- | ---- | ---- | ---- |
| 1090 | 1100 | 1165 | 1519 | 1937 | 2306 | 2198 | 2133 |